# 張文采
張文采 （英語：Wendy Cheung Man Choi，1985年5月16日—），香港資深傳媒人，前無綫新聞首席主播，負責管理及訓練主播，早年畢業於珠海學院新聞及傳播（榮譽）文學士（2004年至2008年），在學期間，於香港電台任職實習及兼職記者。曾就讀保良局陸慶濤小學，中五畢業於藍田聖保祿中學（2002年），預科畢業於宁波公学（2004年），其後進修英國倫敦大學城市學院短期公關證書課程（2014年）。

## 歷年職務
（2007年-2008年）香港電台：
- 兼職記者

（2008年-2009年）亞洲電視新聞部：
- 亞洲電視新聞財經頻道主播

（2009年-2019年）無綫電視新聞部：
- （2009年-2013年）無綫新聞台主播
- （2013年-2016年）無綫新聞台高級主播
- （2017年-2019年）無綫新聞台首席主播及總主播培訓[2]

## 簡歷
張文采於2007年9月至2008年3月任職香港電台兼職記者。在2008年畢業後，於同年9月加入亞視新聞擔任亞洲電視新聞財經頻道主播，並曾任新聞部節目「中華創意奇觀」的主持，但是新聞財經頻道停播後，轉職財經節目主持；最後於2009年7月離職。
2009年8月8日起轉到無綫新聞成為無綫新聞台及無綫互動新聞台主播。
2012年3月27日，張文采首次主持《六點半新聞報道》。同年8月，無綫新聞部經理黃淑明向員工發信，指張文采於8月17日所穿的裙非常短，懲罰她在8月餘下日子不能夠報道周一至五的晚間新聞提要。
2013年3月18日，張文采首次主持《香港早晨》。
2013年7月4日，《蘋果日報》報道，因為袁志偉不滿葉昇瓚的髮型，所以導致同台另一女主播黃紫盈與張文采因工作問題爆發罵戰，令黃紫盈於6月27日於互動新聞台的新聞直播中落淚，有「是非主播」之稱。同日下午，眾主播被黃淑明召返公司開閉門會議。張文采在同月獲晉升為高級新聞主播。
2014年，張文采以非停薪留職的方式修讀遙距課程，並進修由英國倫敦大學城市學院舉辦為期十個星期的短期公關證書課程。
2015年3月25日起，因應《香港早晨》恆常主播周嘉儀離職，張文采與鄭萃雯成為節目恆常的新聞主播。
2015年6月6日開始，更正式成為《六點半新聞報道》主播。
2016年9月9日，張文采首次在J5主持8點財經。
2017年1月，張文采獲晉升為新聞台首席主播。
2017年9月2日，張文采成為《新聞透視》的主持，接替離職的原屬主持人吳璟儁。2017年12月24日，張文采首次主持《2017兩岸大事回顧》，接替原屬的主持人潘蔚林。
2019年10月15日，消息指已向TVB辭職，並在網上表示支持反送中示威者。
2019年11月25日，張文采在主持完無綫新聞台晚上11點半那一節的新聞報道之後，向觀眾告別，正式告別效力10年的無綫新聞；她離職後接受《蘋果日報》訪問時，暗指難以接受無綫新聞的偏頗報導。
張文采現為自由身工作者。自從她離開無綫新聞之後，她曾經從事公關工作，以及先後在珠海學院、香港都會大學及香港恒生大學出任客席講師。除了工作以外，她同時也修讀其他不同的證書課程。

## 感情生活
張文采與前無綫電視藝員羅鈞滿曾發展一段4年感情，2015年中因女方不滿男方有第三者而分手。
2018年8月，媒體報道張文采于社交網站上載婚紗照，並於2018年10月9日結婚，其夫婿盧樂輝任職消防員。

## 其他
由於張文采經常穿上有蝴蝶結圖案的服裝及飾物，故被網友稱為「蝴蝶公主」。
張文采於2021年成為香港男子音樂組合《Mirror》的粉絲，她最喜歡的成員為江𤒹生（Anson Kong） 。

## 廣告
- 2020年：Umeya 順便茶梅[15]
- 2023年：維特健靈「腦精靈」[16]

## 外部連結
- 張文采的Facebook專頁
- 張文采的新浪微博
- 張文采的Instagram帳戶